# 弗谢沃洛德·瓦西里耶维奇·沙罗诺夫
弗谢沃洛德·瓦西里耶维奇·沙罗诺夫（俄语：Все́волод Васи́льевич Шаро́нов；1901年2月25日（儒略曆3月10日，圣彼得堡）—1964年11月27日（列宁格勒）），是一位苏联天文学家。

## 传记
1918年他进入列宁格勒大学。在1919年-1924年加入红军，1926年大学毕业后恢复军训。1929年到天文研究所进修研究生课程。后来曾在塔什干天文台、国家航空摄影研究所和普尔科沃天文台（1936年至1941年）工作过。1941年来到列宁格勒大学，1944年任该校天文系教授；1950年至1961年为大学天文台台长。

## 科学成就
他主要致力于行星光度、天体测光和大气光学的科学研究。开发了测定天体颜色和反照率方法。提出了（同瑟京斯卡娅·尼古拉耶芙娜一道）所谓“陨石渣”的月球表面覆盖物结构理论，后通过月球航天器的研究得以证实。发表过各月相阶段，一百多个月球物体所显示的光度特征变化数据。在1939年、1956年和1958年火星冲期间，他对该星球进行了一系列光度和色度观察，
并与地球上的沙漠和其他形式的风化地表反照率光度特征进行了比较。他也对其他行星以及日冕进行了光度研究。他提出了一种新的计量类型“дымкомер”。
他研究过夜光云，曾参加过六次日食观察的远行。
他是《远处物体能见度的测量和计算》(1947年)、《火星》(1947年)、《行星的性质》（1958年）的作者。还从事过更多教学和普及工作，发表过一些流行的天文学宣传册-《太阳及其监测》、《世界如何运作》、《外星生命在哪里》等等。
曾在保罗·弗拉迪米罗瓦·克卢尚采夫（П. Клушанцева）导演的科普电影-《月亮》中出现过。

## 纪念
以沙罗诺夫名字命名的：
- 小行星2416沙罗诺夫；1979年7月31日尼古拉·切尔尼赫在克里米亚天文台发现；
- 月球背面的“沙罗诺夫环形山”；[2]
- 火星上的“沙罗诺夫撞击坑”[3]。

## 备注
1. ↑  .   [2015-05-13]. （原始内容存档于2016-10-19）.
2. ↑  .   [2015-05-13]. （原始内容存档于2018-07-07）.
3. ↑  .   [2015-05-13]. （原始内容存档于2021-04-07）.

## 作品
- Колчинский И. Г., Корсунь А. А., Родригес М. Г. Астрономы. Биографический справочник. Киев: Наукова думка, 1977. （页面存档备份，存于）